# زندگی کن اما مغرور نباش
زندگی کن اما مغرور نباش (به هندی: Praan Jaye Par Shaan Na Jaye) فیلمی محصول سال ۲۰۰۳ و به کارگردانی سانجای جیها است. در این فیلم بازیگرانی همچون امان ورما، رینکی خانا، راوینا تاندون، دیا میرزا، بهارات جاداو، نامراتا شیرودکار، شویتا منون، ساچین خدکار، ویجای راز، ماهش مانجرکار، سوشمیتا سن، شیواجی ساتام، سایاجی شینده، ریما لاگو و شاکتی کاپور ایفای نقش کرده‌اند.